# Carolyna
Carolyna è il secondo singolo estratto dal quarto album di Melanie C, This Time.
Il brano, pubblicato l'11 giugno 2007 in tutto il mondo, è di genere pop rock, secondo estratto dell'album This Time, dove per il primo singolo si era avuta una spaccatura: I Want Candy per Italia, la Danimarca e il Regno Unito e The Moment You Believe per il resto del mondo. Il singolo è uscito sotto forma di doppio cd, il primo con un contenuto classico, costituito dalla canzone, i remix e una b-side; il secondo è invece un DVD, in cui son contenuti il video della canzone, quello del singolo precedente, I Want Candy, già pubblicato nel rispettivo singolo, e una photo gallery.

## Il video
Il video è in onda in tutte le emittenti musicali mondiali dalla stessa data di pubblicazione, 11 giugno, e vede protagonista la stessa Melanie C, mentre si esibisce rivolta alla Carolyna citata nella canzone, anche lei presente nel video.

## Tracce

### Audio CD
- Carolyna (album version) 3:21
- Carolyna (Boogieman Club Mix - Radio Edit) 3:17
- Carolyna (Boogieman Remix - Radio Version) 3:17
- Carolyna (The Lawsy Remix) 5:56
- Fragile 4:05

### DVD Video
- Carolyna video 3:21
- I Want Candy video 3:22
- Photo gallery behind the scenes at the Carolyna video shoot

## Classifiche
| Paese       | Posizione massima |
| ----------- | ----------------- |
| Portogallo  | 1                 |
| Svizzera    | 31                |
| Italia      | 18                |
| Austria     | 41                |
| Regno Unito | 49                |
| Germania    | 28                |
| Irlanda     | 99                |